# جيمس بي. شاندلير
جيمس بي. شاندلير (بالإنجليزية: James B. Chandler)‏ هو ضابط أمريكي، ولد في 6 أكتوبر 1837 في بليموث في الولايات المتحدة، وتوفي في 12 يوليو 1899.